# アンビシャスドラゴン
アンビシャスドラゴン(英:Ambitious Dragon、香:雄心威龍)とは、ニュージーランドで生産・香港で調教されていた競走馬である。主な勝ち鞍は、2011年のクイーンエリザベス2世カップ、2012年の香港マイル。

## 戦績

### 2009/10年シーズン
2010年3月にハッピーバレー競馬場で行われたハンデ戦にてデビュー。しかし、シーズン中は4戦しながらも勝ち星を挙げることはできなかった。

### 2010/11年シーズン
10月にシーズン初戦のハンデ戦を勝利するとその後は順当に勝ち上がり、連勝の勢いで挑んだ2月の香港クラシックカップを勝利すると、続く香港ダービーも勝利して香港クラシック三冠競走の内二冠を達成。さらに次走のクイーンエリザベス2世カップでは後方からの鮮やかな追い込みで勝利し、GI初制覇を飾った。これらの活躍から、2010/11年シーズンにおける香港馬王(香港年度代表馬)に選出された(同時に最優秀中距離馬、最高成長馬、最高人気馬にも選出)。

### 2011/12年シーズン
シーズン初戦は10月のナショナルデイカップを勝利。11月のジョッキークラブマイルでは4着、12月の香港カップでは4着に敗れたものの、次走の2012年1月の香港スチュワーズカップ、2月の香港ゴールドカップを連勝するとその勢いで海外へ遠征、ドバイデューティーフリーに挑んだ。地元での実績により1番人気に推されが、レースでは直線で伸びを欠いてプレスヴィスの7着に敗れた。帰国後は、香港チャンピオンズマイルやチャンピオンズ&チャターカップに出走するもいずれも4着と2着に敗れた。しかし、スチュワーズカップやゴールドカップの連勝などが評価され、前年度に続いて二度目の香港年度代表馬に選出された。

### 2012/13年シーズン
初戦のシャティントロフィーを勝利し、ジョッキークラブマイルで2着した後に香港マイルへ出走した。出走メンバーには地元の有力馬グロリアスデイズや、日本からはサダムパテックやグランプリボスもいた。本馬はレース前に左前脚の歩様の乱れが見られたことや不利な外枠(11番枠)に入ったこともあって2番人気に甘んじたが、レースでは大外から後方一気で追い込み、グロリアスデイズを差し切って優勝。GI2勝目を挙げた。翌2013年3月にはクイーンズシルバージュビリーカップを勝利するが、4月のクイーンエリザベス2世カップでは6着に敗れた。

### 2013/14年シーズン～2014/15年シーズン
2013/14年シーズンは全休し、2014/15年シーズンは4戦出走するが、いずれもミリタリーアタックとエイブルフレンドの前に敗れ、勝ち星を挙げることはできなかった。2015年3月のクイーンズシルバージュビリーカップでの5着を最後に現役を引退、4月26日に沙田競馬場にて引退式が行われた。

## 血統表
| アンビシャスドラゴンの血統   | アンビシャスドラゴンの血統                        | アンビシャスドラゴンの血統                        | （血統表の出典）                                  | （血統表の出典） |
| 父系                         | トムフール系                                      | トムフール系                                      | トムフール系                                      | [ § 2 ]          |
| 父 Pins 1996 鹿毛            | 父の父Snippets 1984 鹿毛                          | Lunchtime                                         | Silly Season                                      | Silly Season     |
| 父 Pins 1996 鹿毛            | 父の父Snippets 1984 鹿毛                          | Lunchtime                                         | Great Occasion                                    |                  |
| 父 Pins 1996 鹿毛            | 父の父Snippets 1984 鹿毛                          | Easy Date                                         | Grand Chaudiere                                   | Grand Chaudiere  |
| 父 Pins 1996 鹿毛            | 父の父Snippets 1984 鹿毛                          | Easy Date                                         | Scampering                                        |                  |
| 父 Pins 1996 鹿毛            | 父の母No Finer 1979 栗毛                          | Kaoru Star                                        | Star Kingdom                                      | Star Kingdom     |
| 父 Pins 1996 鹿毛            | 父の母No Finer 1979 栗毛                          | Kaoru Star                                        | Kaoru                                             |                  |
| 父 Pins 1996 鹿毛            | 父の母No Finer 1979 栗毛                          | Humour                                            | Pirate King                                       | Pirate King      |
| 父 Pins 1996 鹿毛            | 父の母No Finer 1979 栗毛                          | Humour                                            | Real Delight                                      |                  |
| 母 Golden Gamble 1999 黒鹿毛 | 母の父Oregon 1988 黒鹿毛                          | Halo                                              | Hail To Reason                                    | Hail To Reason   |
| 母 Golden Gamble 1999 黒鹿毛 | 母の父Oregon 1988 黒鹿毛                          | Halo                                              | Cosmah                                            |                  |
| 母 Golden Gamble 1999 黒鹿毛 | 母の父Oregon 1988 黒鹿毛                          | Thre Troikas                                      | Lyphad                                            | Lyphad           |
| 母 Golden Gamble 1999 黒鹿毛 | 母の父Oregon 1988 黒鹿毛                          | Thre Troikas                                      | Three Roses                                       |                  |
| 母 Golden Gamble 1999 黒鹿毛 | 母の母Gilding 1983 栗毛                           | Noble Bijou                                       | Vaguely Noble                                     | Vaguely Noble    |
| 母 Golden Gamble 1999 黒鹿毛 | 母の母Gilding 1983 栗毛                           | Noble Bijou                                       | Pricelee Gem                                      |                  |
| 母 Golden Gamble 1999 黒鹿毛 | 母の母Gilding 1983 栗毛                           | Gold Spot                                         | Syntol                                            | Syntol           |
| 母 Golden Gamble 1999 黒鹿毛 | 母の母Gilding 1983 栗毛                           | Gold Spot                                         | Shahram                                           |                  |
| 母系(F-No.)                  | 22号族(FN:22)                                     | 22号族(FN:22)                                     | 22号族(FN:22)                                     | [ § 3 ]          |
| 5代内の近親交配              | Hail To reason4×5=9.38%、Northern dancer5×5=6.25% | Hail To reason4×5=9.38%、Northern dancer5×5=6.25% | Hail To reason4×5=9.38%、Northern dancer5×5=6.25% | [ § 4 ]          |
| 出典                         | 1. 2. 3. 4.                                       | 1. 2. 3. 4.                                       | 1. 2. 3. 4.                                       | 1. 2. 3. 4.      |